# RAL Gütegemeinschaft Gebäudereinigung
Die RAL Gütegemeinschaft Gebäudereinigung e. V. (RAL GGGR e. V.) ist ein Zusammenschluss von nach Eigenangaben „führenden“ Gebäudedienstleistern, die sich freiwillig zur Erbringung qualitativ hochwertiger Gebäudedienstleistungen nach Maßgabe bestimmter Qualitätsstandards verpflichtet haben. Die bundesweit tätige Gütegemeinschaft vergibt ein RAL-Gütezeichen für Gebäudereinigung sowie ein RAL-Gütezeichen für Gebäudereinigung im Gesundheitswesen nach Maßgabe des RAL Deutschen Instituts für Gütesicherung und Kennzeichnung e. V. (RAL-Institut) und nimmt entsprechende Zertifizierungen vor, wobei sie mit externen und unabhängigen Prüfinstituten zusammenarbeitet.

## Geschichte
Der Verein wurde 1991 gegründet und wird seitdem in der Rechtsform eines eingetragenen Vereins geführt. Der Verein hat seinen Sitz in Berlin und ist beim Amtsgericht Charlottenburg in das Vereinsregister eingetragen (Vereinsregister-Nummer VR 38186 B). Langjähriger Vorsitzender des Vereinsvorstands war Wolfgang Vollmer, seit 2007 ist der Gebäudereinigungsmeister Richard Föhre Vorstandsvorsitzender der Gütegemeinschaft. Die RAL GGGR e. V. betreibt eine hauptamtlich besetzte Geschäftsstelle. Die Geschäftsführung wurde im April 2019 von Torsten Kohn übernommen, der Lars Walther (2014–März 2019) ablöste.
Die Gütegemeinschaft ist zuständig für die Bereiche Bau- und Bauendreinigung, Gebäudereinigung, Glasreinigung, Krankenhausreinigung, Reinigung von Alten- und Pflegeheimen, Industriereinigung sowie weitere Dienstleistungen in der infrastrukturellen Gebäudebewirtschaftung. Bei der Erarbeitung von Qualitätsstandards und von Güte- und Prüfbestimmungen sowie bei der Gütezeichenvergabe und -überwachung bzw. der Registrierung arbeitet die RAL GGGR e. V. eng mit dem in Bonn ansässigen RAL-Institut zusammen, das als bundesweiter Dachverband Träger des Systems der Gütezeichen ist. Die RAL-Gütezeichen sind durch die Eintragung beim Deutschen Patent- und Markenamt geschützt und werden als anerkannte Gütezeichen durch das Bundesministerium für Wirtschaft und Technologie im Bundesanzeiger veröffentlicht.
Darüber hinaus setzt sich die RAL GGGR e. V. unter anderem für sachgerechte Ausschreibungen von Gebäudedienstleistungen und für eine seriöse Preisbildung ein und engagiert sich gegen Lohndumping und Schwarzarbeit. Dabei kooperiert die Gütegemeinschaft unter anderem mit der Gewerkschaft IG Bauen-Agrar-Umwelt.
Dem Verein gehören gegenwärtig 50 ordentliche Mitglieder sowie 20 Fördermitglieder an. Mit den 50 Mitgliedsbetrieben, die einen „Gesamtumsatz von mehr als 1,5 Milliarden Euro und über 50.000 Mitarbeiter repräsentieren“, gehört sie zu den größten Gütegemeinschaften des RAL.

## RAL-Gütezeichen Gebäudereinigung (RAL-GZ 902)
Der Verein zertifiziert seit seiner Gründung die ihm angeschlossenen Unternehmen, das heißt die ordentlichen Mitglieder, und vergibt das Gütesiegel RAL-Gütezeichen Gebäudereinigung (RAL-GZ 902).
Die Mitgliedsunternehmen bieten ihren Auftraggebern eine nachhaltige Qualitätssicherung und unterziehen sich regelmäßigen Kontrollen durch unabhängige Prüfinstitute. Die Unternehmen dokumentieren damit, dass sie in technischer Hinsicht die hohen Qualitätsstandards der Gütegemeinschaft erfüllen. Außerdem haben sie sich als Träger des RAL-Gütezeichens zur tarifgerechten Entlohnung ihrer Mitarbeiter verpflichtet, was ebenfalls regelmäßig von externen Instituten überprüft wird. Das Gütezeichen wird zudem nur an Betriebe vergeben, die die Vorschriften der Berufsgenossenschaften zur Arbeitssicherheit einhalten und Meisterbetrieb sind.
Gemäß den Güte- und Prüfbestimmungen der RAL-GZ 902 zertifizierte Unternehmen sind gegenwärtig unter anderem die Dorfner GmbH & Co. KG, Sodexo Dienstleistungen GmbH, die 2M Gruppe GmbH, Gebäudereinigung Jeblick GmbH und Integra gemeinnützige GmbH.

## RAL-Gütezeichen Gebäudereinigung im Gesundheitswesen (RAL-GZ 903)
Seit 2015 vergibt die RAL Gütegemeinschaft Gebäudereinigung e. V. auch das RAL-Gütezeichen 903 für Gebäudereinigung im Gesundheitswesen, welches die hohen Anforderungen an die Hygiene bei der Reinigung und Desinfektion von Flächen in Krankenhäusern, Arzt-Praxen, Reha-Kliniken und Pflegeeinrichtungen berücksichtigt. Das RAL-Gütezeichen 903 basiert inhaltlich auf dem RAL-Gütezeichen 902 und deckt darüber hinaus die Besonderheiten der Gebäudereinigung im Gesundheitswesen ab – insbesondere, dass speziell für den Hygienebereich geschultes und ausgebildetes Reinigungspersonal eingesetzt wird. Das Gütezeichen wird objektbezogen an die Dienstleister verliehen, die sich regelmäßig von einem unabhängigen und fachlich geeigneten Prüfinstitut auf Einhaltung der Güte- und Prüfbestimmungen hin überprüfen lassen.

## Publikationen (Auswahl)
Der Verein gibt regelmäßig Broschüren, Merkblätter und Handbücher zu verschiedenen, fachspezifischen Themen heraus, die auch auf der Homepage zum Download angeboten werden. Hierzu gehören zum Beispiel verschiedene Vergabehandbücher für Klinik- und Altenheimreinigung, für Unterhaltsreinigung von Verwaltungsgebäuden und Schulen, für Glas- und Baureinigung sowie für verschiedene Bereiche des Infrastrukturellen Gebäudemanagements.
- Rahmenvoraussetzungen für den Dienstleister in der Gebäudereinigung. Merkblatt, herausgegeben von der RAL Gütegemeinschaft Gebäudereinigung e. V., Stand: Januar 2020 (online, PDF-Datei, 513 KB)
- DGUV Vorschrift 3 (ehemals BGV A3). Merkblatt, herausgegeben von der RAL Gütegemeinschaft Gebäudereinigung e. V., Stand: November 2015 (online, PDF-Datei, 955 KB)
- Ergebnisorientierte Reinigung – ein Vorteil? Merkblatt, herausgegeben von der RAL Gütegemeinschaft Gebäudereinigung e. V., Stand: April 2013 (online, PDF-Datei 1,41 MB)